# Понорь (река)
Понорь (другое название Понарь) — река в Московской области России, правый приток Нерской.
Длина реки — 22 км, площадь водосборного бассейна — 196 км².
Исток — в 1 километре к югу от деревни Крупино городского округа Павловский Посад. Течёт на восток. Впадает в Нерскую в 5 километрах выше города Куровское. Местность, по которой протекает Понорь, очень заболочена, и поэтому сложна для пешего туризма. Лес начинается только недалеко от устья. Левый приток — река Оботь.
По данным Государственного водного реестра России, относится к Окскому бассейновому округу, речной бассейн — Ока, речной подбассейн — бассейны притоков Оки до впадения реки Мокши, водохозяйственный участок — Москва от водомерного поста Заозерье до города Коломны.